# Francesco III da Carrara
Francesco III da Carrara (Padova, 26 giugno 1383 – Venezia, 19 gennaio 1406) è stato un condottiero italiano.

## Biografia
Nacque da Francesco II da Carrara, ultimo signore di Padova e da Taddea d'Este. Intraprese la carriera delle armi e nel 1390 venne armato cavaliere e fu a fianco del padre nella cacciata dei Visconti da Padova. Passò nel 1392 dalla parte del ducato di Milano con Gian Galeazzo Visconti ma il padre lo inviò nel 1402 a combattere a fianco di Giovanni I Bentivoglio contro i milanesi. Nella battaglia di Casalecchio Francesco venne fatto prigioniero e tradotto a Parma da dove riuscì a fuggire. Nel 1404 combatté a Vicenza contro la Serenissima e nel 1405 Padova venne conquistata da Venezia e Francesco III col padre Francesco Novello finirono nelle prigioni lagunari, dove entrambi furono strangolati nel 1406.

## Discendenza
Francesco sposò nel 1397 Alda Gonzaga, figlia di Francesco I Gonzaga, signore di Mantova, e di Agnese Visconti, ma non ebbero figli, poiché Alda morì nel 1405.
Francesco ebbe cinque figli naturali, che trasferì a Firenze nel 1405 durante l'assedio di Padova:
- Silvio
- Servio
- Gionata
- Pietro
- Conte

## Ascendenza
|                                                 |                                        |                                             | Genitori                                |  |  | Nonni |  |  | Bisnonni                                 |  |  | Trisnonni                             |  |
|                                                 |                                        |                                             |                                         |  |  |       |  |  | Giacomo II da Carrara, signore di Padova |  |  | Niccolò da Carrara, signore di Padova |  |
|                                                 |                                        |                                             |                                         |  |  |       |  |  | Giacomo II da Carrara, signore di Padova |  |  | Niccolò da Carrara, signore di Padova |  |
|                                                 |                                        | …                                           |                                         |  |  |       |  |  | Giacomo II da Carrara, signore di Padova |  |  |                                       |  |
| Francesco I da Carrara, signore di Padova       |                                        |                                             |                                         |  |  |       |  |  | Giacomo II da Carrara, signore di Padova |  |  |                                       |  |
|                                                 |                                        | Lieta Forzatè                               | Alvise Forzatè                          |  |  |       |  |  |                                          |  |  |                                       |  |
|                                                 |                                        | Lieta Forzatè                               | Alvise Forzatè                          |  |  |       |  |  |                                          |  |  |                                       |  |
|                                                 |                                        | Lieta Forzatè                               | …                                       |  |  |       |  |  |                                          |  |  |                                       |  |
| Francesco II da Carrara, signore di Padova      |                                        | Lieta Forzatè                               |                                         |  |  |       |  |  |                                          |  |  |                                       |  |
|                                                 |                                        | Pataro Buzzaccarini                         | Aleduse Buzzaccarini                    |  |  |       |  |  |                                          |  |  |                                       |  |
|                                                 |                                        | Pataro Buzzaccarini                         | Aleduse Buzzaccarini                    |  |  |       |  |  |                                          |  |  |                                       |  |
|                                                 |                                        | Pataro Buzzaccarini                         | N. Patari                               |  |  |       |  |  |                                          |  |  |                                       |  |
| Fina Buzzaccarini                               |                                        | Pataro Buzzaccarini                         |                                         |  |  |       |  |  |                                          |  |  |                                       |  |
|                                                 |                                        | Francesca da Gonzaga                        | …                                       |  |  |       |  |  |                                          |  |  |                                       |  |
|                                                 |                                        | Francesca da Gonzaga                        | …                                       |  |  |       |  |  |                                          |  |  |                                       |  |
|                                                 |                                        | Francesca da Gonzaga                        | …                                       |  |  |       |  |  |                                          |  |  |                                       |  |
| Francesco III da Carrara                        |                                        | Francesca da Gonzaga                        |                                         |  |  |       |  |  |                                          |  |  |                                       |  |
|                                                 | Obizzo III d'Este, marchese di Ferrara | Aldobrandino II d'Este, marchese di Ferrara |                                         |  |  |       |  |  |                                          |  |  |                                       |  |
|                                                 | Obizzo III d'Este, marchese di Ferrara | Aldobrandino II d'Este, marchese di Ferrara |                                         |  |  |       |  |  |                                          |  |  |                                       |  |
|                                                 | Obizzo III d'Este, marchese di Ferrara | Alda Rangoni                                |                                         |  |  |       |  |  |                                          |  |  |                                       |  |
| Niccolò II d'Este, marchese di Ferrara e Modena | Obizzo III d'Este, marchese di Ferrara |                                             |                                         |  |  |       |  |  |                                          |  |  |                                       |  |
|                                                 |                                        | Lippa Ariosti                               | Iacopo Ariosti                          |  |  |       |  |  |                                          |  |  |                                       |  |
|                                                 |                                        | Lippa Ariosti                               | Iacopo Ariosti                          |  |  |       |  |  |                                          |  |  |                                       |  |
|                                                 |                                        | Lippa Ariosti                               | …                                       |  |  |       |  |  |                                          |  |  |                                       |  |
| Taddea d'Este                                   |                                        | Lippa Ariosti                               |                                         |  |  |       |  |  |                                          |  |  |                                       |  |
|                                                 |                                        | Mastino II della Scala, signore di Verona   | Alboino della Scala, signore di Verona  |  |  |       |  |  |                                          |  |  |                                       |  |
|                                                 |                                        | Mastino II della Scala, signore di Verona   | Alboino della Scala, signore di Verona  |  |  |       |  |  |                                          |  |  |                                       |  |
|                                                 |                                        | Mastino II della Scala, signore di Verona   | Beatrice da Correggio                   |  |  |       |  |  |                                          |  |  |                                       |  |
| Verde della Scala                               |                                        | Mastino II della Scala, signore di Verona   |                                         |  |  |       |  |  |                                          |  |  |                                       |  |
|                                                 |                                        | Taddea da Carrara                           | Giacomo I da Carrara, signore di Padova |  |  |       |  |  |                                          |  |  |                                       |  |
|                                                 |                                        | Taddea da Carrara                           | Giacomo I da Carrara, signore di Padova |  |  |       |  |  |                                          |  |  |                                       |  |
|                                                 |                                        | Taddea da Carrara                           | Elisabetta Gradenigo                    |  |  |       |  |  |                                          |  |  |                                       |  |
|                                                 |                                        | Taddea da Carrara                           |                                         |  |  |       |  |  |                                          |  |  |                                       |  |